# بحيرة دهوك
بحيرة دهوك هي بحيرة تقع في محافظة دهوك شمال العراق. وتقع بأعلى سد دهوك، والذي انشأ لتخزين المياه مما كون نهرا جميلا وشلال، وتبعد البحيرة حوالي 2 كم شمال المدينة في الجهة العليا للوادي.
بالقرب منها أماكن تحتوى على الخدمات السياحية ما يسمح بالتمتع بمناظر الموقع الرائعة.